# JFNニュース
『JFNニュース』（ジェイエフエヌ ニュース）は、ジャパンエフエムネットワーク（JFNC）が全国FM放送協議会（JFN）加盟局に向けて制作・配信している報道番組である。

## 概要
いずれの放送枠も毎時55分から放送されている。
JFNCが地方局向けに制作・配信しているスポットニュース番組で、1985年4月に開局した富山エフエム放送（FMとやま）への配信が最初とされている。5分番組として毎日数回（下記参照）、ステーションブレイクの間で放送されている。ニュースはJFNC・エフエム東京（以下TOKYO FMと記載）アナウンサー、またはフリーアナウンサーがアナウンスを務めている。
『JFNニュース』は全国ニュースの位置付けではあるが、JFN加盟局によっては各局独自のスポンサー読みに差し替えたり、『JFNニュース』のタイトルを使用せずに別タイトルに差し替えて放送する局がある。
エフエム北海道の『道新ヘッドラインニュース』・『AIR-G'ヘッドラインニュース』（週末の一部時間帯のみ）や、エフエム大阪の『FM OSAKA INFORMATION』のように、全国ニュースを独自で制作するため全くネットされずに放送されていない局や、TOKYO FMの『TOKYO FM NEWS』（※JFNC受けは火 - 土曜 0:55<平日深夜>のみ）や『ドライバーズ・インフォ』のように本番組と同様に同局編成制作局・報道情報センター所属のアナウンサーによる読み上げとした上で、ほとんどの枠において全国ニュースを独自制作して放送する局もある。また、エフエム岩手・エフエム仙台・TOKYO FM（火 - 土曜 0:55<平日深夜>、他の枠のものと同じBGM）・エフエム栃木（ローカルニュースと同じBGM）・エフエム石川・エフエム愛知・広島エフエム放送・エフエム長崎（平日 12:55のみ、一部）・エフエム大分（日曜 21:55、当初BGMがなかったが、現在はあり）・interfmのようにBGMを入れて放送する局もある。(なお、エフエム愛知やエフエム長崎についてはJFNCのアナウンサーが「JFNニュースをお伝えします」と読み上げる部分からBGMを挿入)
内容はストレートニュースであり、事件での容疑者の氏名は著名人が起こした場合（一部ではあるが）でない限り原則、公表することはまずない。ニュースはJFNが情報収集し、JFNCが制作したニュース原稿で伝えている。また、共同通信社が制作の協力している。
フィラーで使用している曲は、午前中（8:55 - 11:55）はRichy Kicklighterの「Sarasong」、昼から夕方（12:55 - 17:55）はAutumn leave'sの「Funny Walk In Old Fashion」、夜間（18:55以降）はパッチギ! LOVE&PEACEのサウンドトラックに収録されている劇伴「ズージャ・ミッナイ」（2009年10月 - ）となっている。
毎年4月下旬にはドワンゴ主催で、オンラインおよび幕張メッセ（千葉市美浜区、開催日後半のみ）で開催されている『ニコニコ超会議』に「超JFN」として参加し、TOKYO FM等一部の局を除くJFN系で放送されている平日の生ワイド番組『OH! HAPPY MORNING』と『THE G.O.A.T.』の2番組が期間中にスタジオに定点カメラを設置し、番組内の様子をニコニコ生放送でも生配信されていることから、同番組内にて放送される7:55のニュースは4月下旬に限りニコニコ生放送でもそのまま同時ネットされている。

## 放送時間
- 内包番組はJFNラインネット番組の放送時間を基準にしている。
- 任意ネット番組であるため、ネット受けしているJFN加盟局によっては下記放送時間でも、一部時間帯によっては別番組に差し替えられている場合がある。

### 平日
- 00:55[注 2][注 3]
- 07:55 - （月 - 木曜）『OH! HAPPY MORNING』、（金曜）『THE G.O.A.T.』内包[注 4]
- 08:55 - （月 - 木曜）『OH! HAPPY MORNING』、（金曜）『THE G.O.A.T.』内包
- 11:55 - 『Otona no Radio Alexandria』内包
- 15:55
- 18:55
- 19:55 - 『A・O・R』（月 - 木曜）内包
- 20:55
- 21:55

### 週末
- 00:55[注 5][注 3]
- 08:55
- 11:55
- 12:55
- 14:55
- 16:55
- 17:55
- 18:55
- 20:55 - 『有吉弘行のSUNDAY NIGHT DREAMER』（日曜）内包[注 6]
- 21:55
- 22:55

## 担当アナウンサー・パーソナリティ
| 担当名     | 担当時間 | 備考 |
| ---------- | --- | --- |
| 江口三枝子 | 平日（11:55 / 15:55）                                                                                              | 平日、祝日は日中の『TOKYO FM NEWS』に回る場合がある。 その場合は原則として梅中、柳原、平井に加え、稀にTOKYO FMアナウンサーが担当することがある。 |
| 梅中悠介   | 平日（不定期）（11:55 / 15:55） 火・水曜（18:55 / 19:55） 木曜（0:55 / 8:55） 金曜（15:55） 月曜（不定期）（8:55） | 稀に平日日中（11:55 / 15:55）を江口に代わって担当することがある。 週末（11:55 - 17:55）も柳原に代わって担当することもある。 |
| 丸井汐里   | 火曜（0:55 / 8:55）                                                                                                | |
| 須藤悟     | 土曜（0:55 / 8:55）                                                                                                | |
| 原つとむ   | 水曜・土曜（不定期）（0:55） 水曜・土曜（不定期）・日曜（8:55） 土曜（18:55）                                      | 稀に土曜 0:55 / 8:55を須藤に代わり担当することがある。 水曜は平井と隔週交代。 |
| 平井久美子 | 月曜（不定期）（11:55/15:55/18:55）へ 水曜（0:55/8:55）                                                            | 水曜は原と隔週交代。 |
| 大橋俊夫   | 木曜（18:55 / 19:55） 金曜（0:55 / 8:55）                                                                          | |
| 方丈千華   | 土曜（20:55 / 21:55 / 22:55）                                                                                      | |
| 柳原隆     | 平日（不定期）（11:55 / 15:55） 月曜（18:55 / 19:55） 金曜（18:55 - 21:55） 週末（11:55 - 18:55）                  | |
| さとうゆみ | 日曜（20:55 / 21:55 / 22:55）                                                                                      | |
| 片桐千晶   | 月・木曜（20:55 / 21:55）                                                                                          | |
| 栗原美季   | 火・水曜（20:55 / 21:55）                                                                                          | |
| 村田睦     | 平日（不定期）（11:55 / 15:55）                                                                                    | TOKYO FM 報道情報センター所属 稀に江口に代わって日中のJFNニュースを担当するほか、左記アナウンサーのうち村田、手島を除き18:55、19:55、極稀に翌日0:55、翌日8:55も不定期でいずれかが担当することがある。 なお、担当頻度は月に1回またはそれ以下となることが多い。 |
| 手島千尋   | 平日（不定期）（11:55 / 15:55） 月 - 木曜（不定期）（18:55 / 19:55）                                               | TOKYO FM 報道情報センター所属 稀に江口に代わって日中のJFNニュースを担当するほか、左記アナウンサーのうち村田、手島を除き18:55、19:55、極稀に翌日0:55、翌日8:55も不定期でいずれかが担当することがある。 なお、担当頻度は月に1回またはそれ以下となることが多い。 |
| 鈴木晶久   | 平日（不定期）（11:55 / 15:55） 月 - 木曜（不定期）（18:55 / 19:55） 月曜（不定期）（8:55）                        | TOKYO FM 報道情報センター所属 稀に江口に代わって日中のJFNニュースを担当するほか、左記アナウンサーのうち村田、手島を除き18:55、19:55、極稀に翌日0:55、翌日8:55も不定期でいずれかが担当することがある。 なお、担当頻度は月に1回またはそれ以下となることが多い。 |
| 後藤亮介   | 平日（不定期）（11:55 / 15:55） 月 - 木曜（不定期）（18:55 / 19:55） 月曜（不定期）（8:55）                        | TOKYO FM 報道情報センター所属 稀に江口に代わって日中のJFNニュースを担当するほか、左記アナウンサーのうち村田、手島を除き18:55、19:55、極稀に翌日0:55、翌日8:55も不定期でいずれかが担当することがある。 なお、担当頻度は月に1回またはそれ以下となることが多い。 |
| 森藤恵美   | 月・火曜（7:55）                                                                                                   | 『OH! HAPPY MORNING』パーソナリティ。同番組に内包されているためそのまま担当。 |
| 高橋茉奈   | 水・木曜（7:55）                                                                                                   | 『OH! HAPPY MORNING』パーソナリティ。同番組に内包されているためそのまま担当。 |
| 帆世雄一   | 金曜（7:55） | 『THE G.O.A.T.』パーソナリティ。同番組に内包されているためそのまま担当。 |

| 放送時刻 | 月曜 | 火曜 | 水曜 | 木曜 | 金曜 | 土曜                      | 日曜         |
| -------- | --- | --- | --- | --- | --- | ------------------------- | ------------ |
| 0:55     | （放送なし） | 丸井汐里 | 原つとむ 平井久美子 | 梅中悠介 | 大橋俊夫 | 須藤悟 原つとむ（不定期） | （放送なし） |
| 7:55     | 森藤恵美 | 森藤恵美 | 高橋茉奈 | 高橋茉奈 | 帆世雄一 | （放送なし）              | （放送なし） |
| 8:55     | 梅中悠介（不定期） 鈴木晶久（不定期） 後藤亮介（不定期）                                                                 | 丸井汐里 | 原つとむ 平井久美子 | 梅中悠介 | 大橋俊夫 | 須藤悟 原つとむ（不定期） | 原つとむ     |
| 11:55    | 江口三枝子 梅中悠介（不定期） 柳原隆（不定期） 村田睦（不定期） 手島千尋（不定期） 鈴木晶久（不定期） 後藤亮介（不定期） | 江口三枝子 梅中悠介（不定期） 柳原隆（不定期） 村田睦（不定期） 手島千尋（不定期） 鈴木晶久（不定期） 後藤亮介（不定期） | 江口三枝子 梅中悠介（不定期） 柳原隆（不定期） 村田睦（不定期） 手島千尋（不定期） 鈴木晶久（不定期） 後藤亮介（不定期） | 江口三枝子 梅中悠介（不定期） 柳原隆（不定期） 村田睦（不定期） 手島千尋（不定期） 鈴木晶久（不定期） 後藤亮介（不定期） | 江口三枝子 梅中悠介（不定期） 柳原隆（不定期） 村田睦（不定期） 手島千尋（不定期） 鈴木晶久（不定期） 後藤亮介（不定期） | 柳原隆                    | 柳原隆       |
| 12:55    | （放送なし） | （放送なし） | （放送なし） | （放送なし） | （放送なし） | 柳原隆                    | 柳原隆       |
| 14:55    | （放送なし） | （放送なし） | （放送なし） | （放送なし） | （放送なし） | 柳原隆                    | 柳原隆       |
| 15:55    | 江口三枝子 梅中悠介（不定期） 柳原隆（不定期） 村田睦（不定期） 手島千尋（不定期） 鈴木晶久（不定期） 後藤亮介（不定期） | 江口三枝子 梅中悠介（不定期） 柳原隆（不定期） 村田睦（不定期） 手島千尋（不定期） 鈴木晶久（不定期） 後藤亮介（不定期） | 江口三枝子 梅中悠介（不定期） 柳原隆（不定期） 村田睦（不定期） 手島千尋（不定期） 鈴木晶久（不定期） 後藤亮介（不定期） | 江口三枝子 梅中悠介（不定期） 柳原隆（不定期） 村田睦（不定期） 手島千尋（不定期） 鈴木晶久（不定期） 後藤亮介（不定期） | 江口三枝子 梅中悠介 柳原隆（不定期） 村田睦（不定期） 手島千尋（不定期） 鈴木晶久（不定期） 後藤亮介（不定期）           | （放送なし）              | （放送なし） |
| 16:55    | （放送なし） | （放送なし） | （放送なし） | （放送なし） | （放送なし） | 柳原隆                    | 柳原隆       |
| 17:55    | （放送なし） | （放送なし） | （放送なし） | （放送なし） | （放送なし） | 柳原隆                    | 柳原隆       |
| 18:55    | 柳原隆 梅中悠介 手島千尋（不定期） 鈴木晶久（不定期） 後藤亮介（不定期）                                                 | 柳原隆 梅中悠介 手島千尋（不定期） 鈴木晶久（不定期） 後藤亮介（不定期）                                                 | 梅中悠介 手島千尋（不定期） 鈴木晶久（不定期） 後藤亮介（不定期）                                                        | 大橋俊夫/柳原隆（隔週交代） 手島千尋（不定期） 鈴木晶久（不定期） 後藤亮介（不定期）                                     | 柳原隆 | 柳原隆 原つとむ           | 柳原隆       |
| 19:55    | 柳原隆 梅中悠介 手島千尋（不定期） 鈴木晶久（不定期） 後藤亮介（不定期）                                                 | 柳原隆 梅中悠介 手島千尋（不定期） 鈴木晶久（不定期） 後藤亮介（不定期）                                                 | 梅中悠介 手島千尋（不定期） 鈴木晶久（不定期） 後藤亮介（不定期）                                                        | 大橋俊夫/柳原隆（隔週交代） 手島千尋（不定期） 鈴木晶久（不定期） 後藤亮介（不定期）                                     | 柳原隆 | （放送なし）              | （放送なし） |
| 20:55    | 片桐千晶 | 栗原美季 | 栗原美季 | 片桐千晶 | 柳原隆 | 方丈千華                  | さとうゆみ   |
| 21:55    | 片桐千晶 | 栗原美季 | 栗原美季 | 片桐千晶 | 柳原隆 | 方丈千華                  | さとうゆみ   |
| 22:55    | （放送なし） | （放送なし） | （放送なし） | （放送なし） | （放送なし） | 方丈千華                  | さとうゆみ   |

## ネット局
以下の表は2024年4月現在。ネット局はすべてウェブブラウザまたはスマートフォン・タブレット・スマートテレビなどのアプリを介して「radiko」（無料のリアルタイムまたはタイムフリー）・「radikoプレミアム」（有料のエリアフリー）で聴取可能。
- 放送される曜日について
  - ◎…月 - 金曜に放送
  - ○…月 - 木曜に放送
  - ●…火 - 土曜に放送
  - △…金曜のみ放送
  - ☆…土曜のみ放送
  - ★…日曜のみ放送
  - ■…土・日曜に放送
  - ※…一部曜日のみ放送
  - 無印…その時間の放送なし
- タイトル・BGM差し替え・ネット状況について
  - ★：『JFNニュース』のタイトルを独自に別タイトルに差し替えている放送局。
  - ◎：土曜および日曜のニュースを『JFNニュース』のみ放送している局。
  - ●：独自のBGMを挿入している局。
  - ※：全時間帯のニュース枠を『JFNニュース』としている地域。なお、※の局でも、JFNCが配信する全ての時間帯のJFNニュースが放送されているわけではない。
  - 「差し替えニュースタイトル」：主要なものを掲載している。

### 現在
| 放送 対象 地域 | 放送局名                                     | 放送時間           | 放送時間      | 放送時間 | 放送時間 | 放送時間       | 放送時間       | 放送時間       | 放送時間       | 放送時間       | 放送時間 | 放送時間       | 放送時間 | 放送時間 | 放送時間       | 差し替え ニュース タイトル                                                                                           | 備考      |
| 放送 対象 地域 | 放送局名                                     | 0:55 （火 - 土曜） | 7:55 （平日） | 8:55     | 11:55    | 12:55 （週末） | 14:55 （週末） | 15:55 （平日） | 16:55 （週末） | 17:55 （週末） | 18:55    | 19:55 （平日） | 20:55    | 21:55    | 22:55 （週末） | 差し替え ニュース タイトル                                                                                           | 備考      |
| -------------- | -------------------------------------------- | ------------------ | ------------- | -------- | -------- | -------------- | -------------- | -------------- | -------------- | -------------- | -------- | -------------- | -------- | -------- | -------------- | --- | --------- |
| 青森県         | エフエム青森 （AFB）                         | ●                  | ◎             | ■        | ■        | ■              | ■              | ◎              | ☆              | ★              | ■        |                | ◎■       | ◎■       | ■              | エフエム青森ニュース JFNニュース                                                                                     | ★※        |
| 岩手県         | エフエム岩手 （FM IWATE）                    | ●                  |               | ★        | ◎■       | ☆              |                | ◎              | ■              | ■              | ◎        | ◎              | ■        | ◎■       | ■              | FM岩手ニュース JFNニュース                                                                                           | ★●◎       |
| 宮城県         | エフエム仙台 （Date fm）                     |                    | ◎             | ◎■       | ☆        | ★              | ■              | ◎              | ■              |                | ◎■       |                | ◎■       |          |                | Date fm NEWS | ★●◎       |
| 秋田県         | エフエム秋田 （AFM）                         | ●                  | ◎             | ◎■       | ■        | ■              | ■              | ◎              | ■              | ■              | ◎■       | ◎              | ○★       | ◎■       | ■              | AFMニュース AFMヘッドラインニュース AFMさきがけニュースフラッシュ AFMさきがけニュース                                | ★◎        |
| 山形県         | エフエム山形 （Rhythm Station）              | ●                  |               | ◎■       | ◎■       | ■              | ■              | ◎              | ■              | ■              | ◎        | ◎              | ◎        | ◎■       | ■              | FM山形ニュース | ★◎        |
| 福島県         | エフエム福島 （ふくしまFM）                  | ●                  |               | ■        |          |                | ★              |                |                |                |          |                | ★        | ◎        |                | ふくしまFMニュース JFNニュース                                                                                       | [ 注 25 ] |
| 東京都         | エフエム東京 （TOKYO FM）                    | ●                  |               |          |          |                |                |                |                |                |          |                |          |          |                | TOKYO FM NEWS / TOKYO FM NEWS〜きょうのSHO TIME! / TOKYO FM トラフィックレポートドライバーズ・インフォ（金曜・週末） | ★●        |
| [ 注 30 ]      | interfm                                      |                    |               | ◎        |          |                |                | ○              |                |                | ◎        |                | △        |          |                | interfm Headline News                                                                                                | ★●        |
| 群馬県         | エフエム群馬 （FM GUNMA）                    | ●                  |               | ■        |          | ★              |                |                |                |                |          | ◎              | ◎■       | ◎☆       | ★              | FM GUNMA NEWS | ★         |
| 栃木県         | エフエム栃木 （RADIO BERRY）                 |                    |               | ■        | ※        | ■              |                | ◎              | ■              |                | ◎■       | ◎              | ■        | ◎■       | ■              | RADIOBERRY News | ★●◎       |
| 長野県         | 長野エフエム放送 （FM長野）                  | ●                  |               | ◎■       | ◎★       | ■              | ■              | ◎              | ■              | ■              | ◎★       |                |          | ◎■       | ■              | FM長野ニュース | ★◎        |
| 富山県         | 富山エフエム放送 （FMとやま）                | ●                  |               | ■        | ◎■       | ■              | ■              | ◎              | ■              | ■              |          | ○              | △★       | ★        | ■              | FMとやまニュース JFNニュース                                                                                         | ★◎        |
| 石川県         | エフエム石川 （HELLO FIVE）                  | ●                  |               | ■        | ■        |                | ■              |                | ■              |                | ■        | ○              | ■        |          | ■              | FM石川ニュース | ★●◎       |
| 福井県         | 福井エフエム放送 （FM FUKUI）                | ●                  |               | ○■       | ■        | ■              | ☆              |                | ■              | ■              | ■        | ◎              | ◎■       | ◎☆       | ■              | FM福井ニュース JFNニュース                                                                                           | ◎         |
| 愛知県         | エフエム愛知 （FM AICHI）                    | ●                  |               | ■        |          | ■              | ■              |                | ■              |                |          | △              |          |          | ■              | JFN NEWS | ●         |
| 岐阜県         | エフエム岐阜 （FM GIFU）                     | ●                  |               | ■        | ◎        | ■              | ■              | ※              | ■              | ★              | ■        | ◎              | ◎■       | ◎■       | ■              | JFNニュース | ◎         |
| 三重県         | 三重エフエム放送 （レディオキューブ FM三重） |                    |               | ◎■       | ■        | ★              | ■              | ◎              | ☆              |                |          | ◎              | ○■       | ◎        | ☆              | JFNニュース |           |
| 滋賀県         | エフエム滋賀 （e-radio）                     | ●                  |               | ■        |          |                |                |                |                |                |          |                | ■        | ■        | ■              | 京都新聞ニュース レイクサイドニュース JFNニュース                                                                    |           |
| 広島県         | 広島エフエム放送 （HFM）                     | ●                  | △             | △☆       | ■        | ★              | ■              | ◎              | ☆              | ★              | ◎■       |                | △★       |          | ■              | 中国新聞ニュース 読売新聞ニュース HFMニュース JFNニュース                                                            | ★●◎       |
| 山口県         | エフエム山口 （FMY）                         | ●                  | ◎             | ◎■       | ◎■       |                | ■              | 〇             | ☆              |                | ※■       | ◎              | ■        | ○■       | ■              | JFNニュース JFN NEWSハイライト                                                                                       | ※         |
| 島根県 鳥取県  | エフエム山陰 （V-air）                       | ●                  |               |          | ◎■       | ■              | ■              | ◎              |                | ■              | ※        | ◎              | ■        | ※■       | ■              | JFNニュース | ◎         |
| 岡山県         | 岡山エフエム放送 （FM OKAYAMA）              | ●                  |               |          | ■        | ■              | ☆              | △              | ■              | ■              | ■        | ○              | ◎■       | ◎■       | ■              | News Time JFNニュース                                                                                                | ◎         |
| 香川県         | エフエム香川 （FM香川）                      | ●                  |               | ○★       | ◎■       | ■              | ■              | ※              |                | ■              | ◎■       | ◎              | ◎☆       | ◎★       | ■              | FM香川ニュース | ★◎        |
| 高知県         | エフエム高知 （Hi-Six）                      | ●                  |               | ◎        | ◎        | ★              | ★              | ◎              | ☆              | ☆              | ◎        | ◎              | ○■       | ◎■       | ■              | JFNニュース | ◎         |
| 徳島県         | エフエム徳島 （FM TOKUSHIMA）                | ●                  | ◎             | ■        | ■        | ■              | ■              | ◎              | ☆              | ■              |          | ◎              | ◎★       | ◎■       | ■              | JFNニュース | ◎         |
| 福岡県         | エフエム福岡 （FM FUKUOKA）                  |                    |               |          | ★        |                | ★              |                | ☆              | ■              |          |                | ■        |          | ★              | Today's Report | ★         |
| 佐賀県         | エフエム佐賀 （FMS）                         | ●                  |               | ◎■       | ◎■       | ■              | ■              | ※              |                | ☆              | ★        | ◎              | ■        | ◎■       | ■              | FM佐賀ニュース | ★         |
| 長崎県         | エフエム長崎 （FM Nagasaki）                 |                    |               | ■        | ■        | ■              | ■              | ◎              | ■              | ■              | ★        | ◎              | ◎■       | △■       |                | ニュース JFNニュース                                                                                                 | ●         |
| 大分県         | エフエム大分 （Air-Radio FM88）              | ●                  |               | ☆        | ◎★       | ★              | ★              | ◎              |                | ★              | ◎■       | ◎              | ■        | ◎■       | ■              | JFNニュース | ●◎        |
| 熊本県         | エフエム熊本 （FMK）                         | ●                  |               | ■        | ◎■       |                | ■              | ◎              |                |                | ◎■       | ◎              | ◎■       | ◎■       | ■              | FMKニュース JFNニュース                                                                                              |           |
| 宮崎県         | エフエム宮崎 （JOY FM）                      | ●                  |               | ■        | ■        |                | ■              |                |                | ★              | ※        |                | ■        | ◎■       | ■              | JFN NEWS | ★         |
| 鹿児島県       | エフエム鹿児島 （μFM）                       | ●                  |               |          | ◎■       |                | ■              | ◎              |                | ★              | ■        | ◎              | ◎■       | ◎■       | ◎■             | FM鹿児島ニュース | ★◎        |
| 沖縄県         | エフエム沖縄 （FM沖縄）                      | ●                  |               | ■        | ■        | ★              | ■              |                | ■              | ★              | ■        |                | ◎■       | ◎■       | ■              | ニュース JFNニュース                                                                                                 | ◎         |

### 過去もしくは放送実績なし
| 放送対象地域 | 放送局名                         | ニュースタイトル                                                                  | 放送期間              | 備考      |
| ------------ | -------------------------------- | --------------------------------------------------------------------------------- | --------------------- | --------- |
| 北海道       | エフエム北海道（AIR-G'）         | 道新ヘッドラインニュース AIR-G'ヘッドラインニュース                               | 放送実績なし          |           |
| 新潟県       | エフエムラジオ新潟（FM-NIIGATA） | FM-NIIGATA NEWS                                                                   | 放送期間不明          | ★         |
| 山梨県       | エフエム富士（FM FUJI）          | FM FUJI Morning Headline FM FUJI News Headline FM FUJI News & Weather Information | 1988年 - 1993年       | [ 注 80 ] |
| 静岡県       | 静岡エフエム放送（K-mix）        | K-MIX HEADLINE NEWS                                                               | 放送実績なし          |           |
| 大阪府       | エフエム大阪（FM大阪）           | FM OSAKA NEWS                                                                     | 放送実績なし          |           |
| 兵庫県       | 兵庫エフエム放送（Kiss FM KOBE） | Kiss Latest News                                                                  | 2003年4月 - 2009年3月 | ★●        |
| 愛媛県       | エフエム愛媛（FM愛媛）           | 愛媛新聞ニュース                                                                  | 放送実績なし          |           |